# Ordre de succession à l'ancien trône de Chine
Pour les articles homonymes, voir Trône (homonymie).

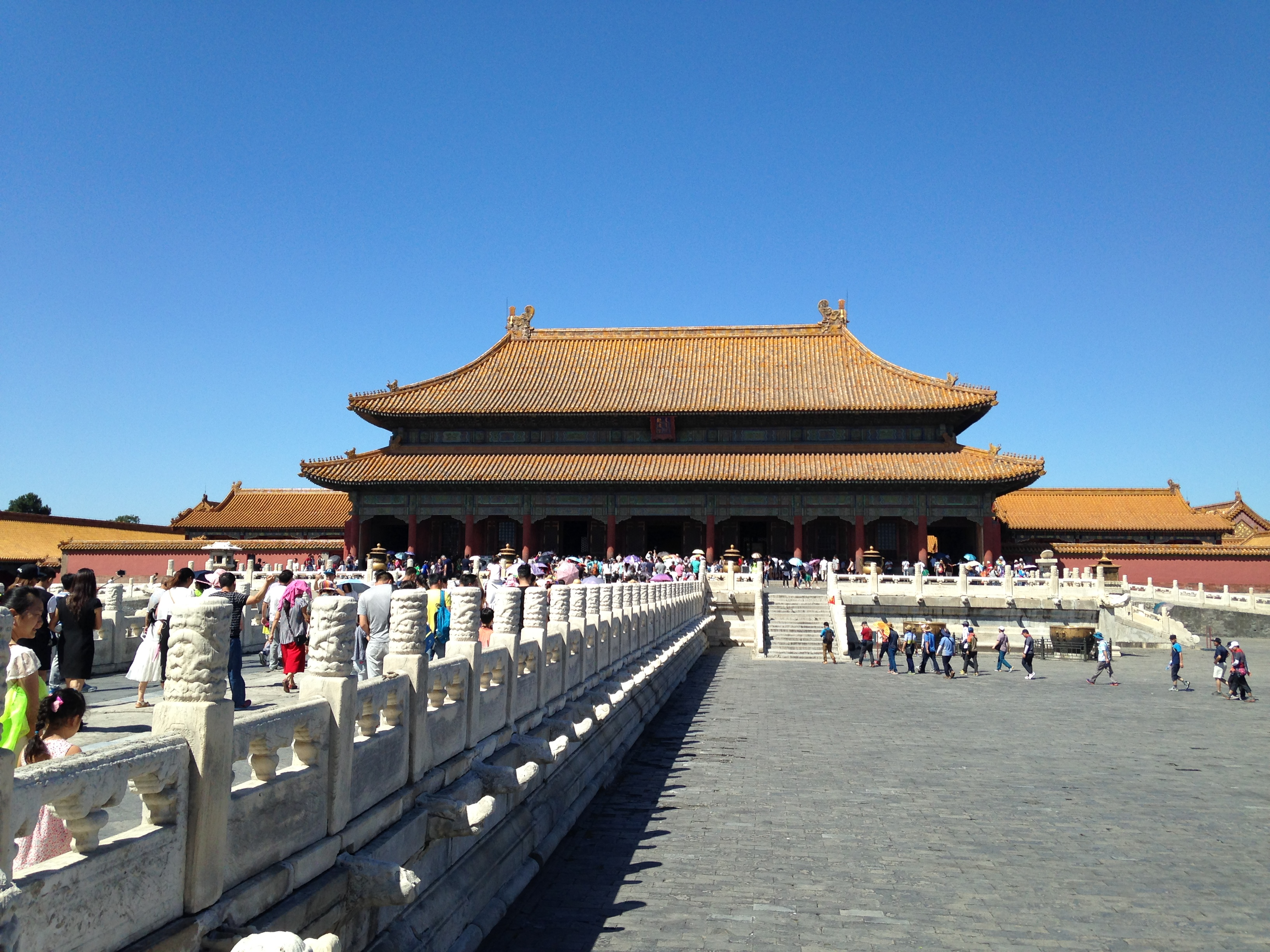
Cité Interdite Palais Qianqing.

La succession de l'ancien trône de Chine était masculine, les filles n'étaient donc pas héritières. Le plus proche parent mâle hérite du trône à la mort de l'empereur précédent, en commençant par les descendants, et à défaut d'enfants ou de petits-enfants, les frères puis les neveux, arrière-neveux, etc. Aujourd'hui, tous les successeurs possibles sont descendants de Kangxi.

## Querelle dynastique
D'après le principe de lien de parenté, Jin Yuzhang est le premier héritier du trône, mais Yuyuan le contesta. En effet, il affirma que Puyi avait effectué une cérémonie d'intronisation pendant la Seconde Guerre mondiale, de plus Puyi affirme  avoir parlé de cette suggestion dans sa biographie, sans pour autant avoir affirmé l'avoir faite. Aucun écrit n'a pu à ce jour prouver ce qu'a affirmé Yuyuan. Lors du décès de Yuyuan, son fils Hengzhen n'a jamais prétendu au trône sans pour autant affirmer un renoncement. Dans tous les cas, Hengzhen et ses descendants sont amenés à hériter du trône de Chine sachant que les successibles après Puren n'ont pas de descendance mâle,,.

## Ordre de succession selon le lien de parenté
Prétendant actuel selon le lien de parenté le plus proche : Jin Yuzhang, fils aîné du prince Puren, demi-frère de Puyi, dernier empereur de Chine.
Daoguang → Yixuan → Zaifeng → Puren → Jin Yuzhang
1. Jin Yuzhang 金毓嶂, fils de Puren (né en 1942)
2. Jin Yuquan 金毓峑, fils de Puren (né en 1946)[7].
3. Jin Yulan 金毓嵐, fils de Puren (né en 1948)[8],[9].

| Tous ceux qui précèdent sont des descendants de Zaifeng |
| ------------------------------------------------------- |

Daoguang → Yixuan→ Zaixun → Puguang
1. Huang Shixiang 黄世骧, fils de Puguang (né en 1934)

Daoguang → Yixuan→ Zaitao
1. Pushi 溥仕, fils de Zaitao (né en 1940)[10]

| Tous ceux qui précèdent sont des descendants de Yixuan |
| ------------------------------------------------------ |

Daoguang → Yicong→ Zailian→ Pucheng→Yuyan
1. Hengzhen 恒镇, fils de Yuyan (né en 1944)[réf. nécessaire]
2. Hengxin, fils de Hengzhen (né en 1977)
3. Hengkai, fils de Yuyuan (né en 1945)[réf. nécessaire]
4. Yinghui, fils de Hengkai (né en 1980)
5. Hengjun, fils de Yuyuan (né en 1966)

Daoguang → Yicong→ Zailian → Pujun → Yuwei
1. Henglu, fils de Yuwei
2. Hengyu, fils de Yuwei
3. Hengjun, fils de Yuwei

Daoguang → Yicong→ Zaiying → Pujin
1. Yuquan, fils de Pujin
2. Yuyan, fils de Pujin

Daoguang → Yicong→ Zaiying → Puxian
1. Yulong, fils de Puxian
2. Yuyue, fils de Puxian
3. Yugang, fils de Puxian
4. Yu e, fils de Puxian
5. Yuluan, fils de Puxian

Daoguang → Yixin→Zaiying→ Puwei
1. Yulü, fils de Puwei[11]

Daoguang → Yixin→Zaiying→ Puru
1. Pu Yucen, fils de Puru[12].

Daoguang → Yixin→Zaiying→ Puzhang
1. Yuji (né en 1935), fils de Puzhang
2. Hengjia (né en 1966), fils de Puzhang
3. Qi Ming (né en 1990), fils de Hengjia

Daoguang → Yixin→Zaiying→ Puhui
1. Yuhuan (né en 1930), fils de Puhui
2. Hengyue (né en 1956), fils de Yuhuan
3. Hengkai, (né en 1957)fils de Yuhuan

Daoguang → Yihe→ Zaitao → Pujia
1. Yucen (né en 1928), fils de Pujia
2. Hengxi (né en 1951), fils de Yucen

Daoguang → Yihui→ Zaishu → Pujin
1. Yuquan (né en 1924), fils de Pujin
2. Yuyan (né en 1934), fils de Pujin

| Tous ceux qui précèdent sont des descendants de Daoguang |
| -------------------------------------------------------- |

Jiaqing → Mianyu→ Yixiang→Zairun→ Puyou→ Pu Yuhuan
1. Yu Yue, fils de Pu Yuhuan
2. Yu Kai, fils de Pu Yuhuan
3. Yu Jun, fils de Pu Yuhuan

Jiaqing → Mianyu→ Yimo→Zaiji→ Puji→ Yusong
1. Hengshu (né en 1936) fils de Yusong

Jiaqing → Mianyu→ Yimo→Zaiji→ Puji→ Yubi
1. Hengfang (né en 1934) fils de Yubi

| Tous ceux qui précèdent sont des descendants de Jiaqing |
| ------------------------------------------------------- |

Qianlong →Yongqi→ Mianyi→ Yihui→ Zaijun→ Puyun→ Yumin→ Hengjing
1. Qizhen, fils de Hengjing (né en 1938)
2. Taoyi, fils de Qizhen (né en 1968)
3. Kaimeng, fils de Taoyi (né en 1998)
4. Zengtai, fils de Kaimeng (né en 2013)

Qianlong →Yongqi→ Mianyi→ Yihui→ Zaijun→ Puchang→ Yugeng→ Henxiang
1. Qize, fils de Hengxiang (°1977)
2. Taoyu, fils de Qize (né en 2008)

Qianlong →Yongqi→ Mianyi→ Yihui→ Zaijun→ Puchang→ Yugeng
1. Hengan, fils de Yugeng (né en 1951)
2. Qiwei, fils de Hengan (né en 1980)
3. Qihong, fils de Hengan (né en 1988)
4. Hengjun, fils de Yugeng (né en 1962)
5. Qilei, fils de Hengjun (né en 1987)

Qianlong→ Yongxuan→ Mianzhi→ Yicai→ Zaixian→ Puxing→ Yuqi→ Hengzhen
1. Qitao, fils de Hengzhen (né en 1925)
2. Taojing, fils de Qitao (né en 1955)

Qianlong→ Yongqi→ Miansi→ Yishan→ Zaiqi→ Pusheng
1. Yujiang, fils de Pusheng (né en 1924)
2. Yuyuan, fils de Pusheng (né en 1924)

Qianlong→ Yonglin→ Mianti→ Yikuang→ Zaizhen→ Purui
1. Yurong, fils de Purui (né en 1929)

Qianlong→ Yonglin→ Mianti→ Yikuang→ Zaixie→ Pujun
1. Yubin, fils de Pujun (né en 1928)

| Tous ceux qui précèdent sont des descendants de Qianlong |
| -------------------------------------------------------- |

Yongzheng→ Hongzhou→ Yongbi→ Mianlun→ Yiheng→ Zairong→ Pushou→ Yuti
1. Qixiang, fils de Yuti (né en 1935)

Yongzheng→ Hongzhou→ Yongbi→ Mianlun→ Yiheng→ Zaichong→ Pusan→ Yuhou→ Hengyin→ Qiyuan
1. Taojian, fils de Qiyan (né en 1951)

| Tous ceux qui précèdent sont des descendants de Yongzheng |
| --------------------------------------------------------- |

## Sources
1. ↑  http://www.4dw.net/royalark/China/china.htm 4dw.net
2. ↑  (en) Kate Vandergrift, « Meeting the Last Emperor's Brother », Society for Anglo-Chinese Understanding (consulté le 11 août 2010)
3. ↑  (en) « Pu Jie, 87, Dies, Ending Dynasty Of the Manchus. », New York Times,‎ 2 mars 1994 (lire en ligne, consulté le 27 avril 200) — Pu Jie, the younger brother of the last Emperor of China, died on Monday in Beijing. He was 87.
4. ↑  (zh) « 世界新聞網 - 世界新聞網 : 一網帶您看遍世界 », sur 世界新聞網 (consulté le 28 août 2020).
5. ↑  https://archive.wikiwix.com/cache/20111011000000/http://cul.shangdu.com/photos/2010/20110825/312_416335.shtml.
6. ↑  (en) « Heir to China's throne celebrates a modest life », sur The Age, 27 novembre 2004
7. ↑  http://french.peopledaily.com.cn/french/200012/12/fra20001212_44526.html
8. ↑  往事 金毓岚：我的大伯溥仪 20110221 https://www.youtube.com/watch?v=Ty6h9RJRTGc
9. ↑  « 新浪博客 », sur blog.sina.com.cn (consulté le 27 mai 2023).
10. ↑  « bjyouth.ynet.com/article.jsp?o… »(Archive.org • Wikiwix • Archive.is • Google • Que faire ?).
11. ↑  http://14.192.246.108/FamilyPedia/CT/CharacterProfile.aspx?ID=27317
12. ↑  « docin.com/p-73146672.html »(Archive.org • Wikiwix • Archive.is • Google • Que faire ?).
13. ↑  http://14.192.246.108/FamilyPedia/CT/CharacterProfile.aspx?ID=14668
14. ↑  http://14.192.246.108/FamilyPedia/CT/CharacterProfile.aspx?ID=14675
15. ↑  http://14.192.246.108/FamilyPedia/CT/CharacterProfile.aspx?ID=14704
16. ↑  http://14.192.246.108/FamilyPedia/CT/CharacterProfile.aspx?ID=14684
17. ↑  * Zhang, Hu. "A Developed Era with a Beautiful Sound: Mr. Yuhuan Discusses Music at Prince Gong Mansion". Beijing Morning News 16 July 1988.

* Xia, Jun. "The Knowledgeable and Talented Ai Xin Jue Luo Yuhuan". Renmin Ribao of Hong Kong 13 July 1988.

* Xia, Jun. "Ai Xin Jue Luo Yuhuan and the Music of Prince Gong Mansion". Renmin Ribao of China 24 February 1989.

* "Royal Painting". The Indonesia Times: an Independent Newspaper 16 September 1992.

* "The Last Emperor's Nephew: My two Grueling Years to Master Qing Song". The Strait Times 30 January 1992.
18. ↑  http://14.192.246.159/FamilyPedia/CT/CharacterProfile.aspx?ID=14761
19. ↑  http://14.192.246.159/FamilyPedia/CT/CharacterProfile.aspx?ID=14762
20. ↑  http://14.192.246.159/FamilyPedia/CT/CharacterProfile.aspx?ID=15445
21. 1 2  http://14.192.246.159/FamilyPedia/CT/CharacterProfile.aspx?ID=20232
22. ↑  http://14.192.246.159/FamilyPedia/CT/CharacterProfile.aspx?ID=15452
23. ↑  http://14.192.246.159/FamilyPedia/CT/CharacterProfile.aspx?ID=14899
24. ↑  (zh) « 愛新覺羅載振 (ài Xīn Jué Luó Zài Zhèn), 育周, 長子 - 百家全書 » [archive du 19 août 2014].
25. ↑  http://14.192.246.159/FamilyPedia/CT/CharacterProfile.aspx?ID=11640

- (en) Cet article est partiellement ou en totalité issu de l’article de Wikipédia en anglais intitulé « Line of succession to the former Chinese throne » (voir la liste des auteurs).